# Vampyressa bidens
Vampyressa bidens (Dobson, 1878) è un pipistrello della famiglia dei Fillostomidi diffuso nell'America meridionale.

## Descrizione

### Dimensioni
Pipistrello di piccole dimensioni, con la lunghezza della testa e del corpo tra 50 e 52 mm, la lunghezza dell'avambraccio tra 35,4 e 35,8 mm, la lunghezza del piede tra 11 e 11,3 mm, la lunghezza delle orecchie tra 17 e 17,2 mm e un peso fino a 12 g.

### Aspetto
La pelliccia è lunga e densa. Le parti dorsali sono marroni scure e con una indistinta striscia chiara dorsale che si estende dalla zona tra le spalle fino alla groppa, mentre le parti ventrali sono bruno-grigiastre. Il muso è corto e largo. La foglia nasale è ben sviluppata, bruno-giallastra e lanceolata. Due strisce bianche sono presenti su ogni lato del viso separate da una banda più scura, la prima si estende dall'angolo esterno della foglia nasale fino a dietro l'orecchio, mentre la seconda parte dell'angolo posteriore della bocca e termina alla base del padiglione auricolare. Le orecchie sono grandi, rotonde, appuntite, nerastre e con i bordi giallastri. Il trago è piccolo, giallastro, triangolare, con il bordo posteriore dentellato e un lobo allungato alla base anteriore ricoperto di piccoli peli. Le membrane alari sono marroni o marroni scure. I piedi sono corti e ricoperti finemente di peli. È privo di coda, mentre l'uropatagio è ridotto ad una sottile membrana lungo la parte interna degli arti inferiori. Il calcar è molto corto. Il cariotipo è 2n=26 FN=48.

## Biologia

### Alimentazione
Si nutre di fichi ed altri piccoli frutti.

### Riproduzione
Femmine gravide sono state osservate da settembre a dicembre.

## Distribuzione e habitat
Questa specie è diffusa in Colombia, Venezuela, Guyana, Suriname, Guyana francese, Ecuador, Perù, stati brasiliani di Amapá, Pará e Amazonas; Bolivia settentrionale.
Vive nelle foreste sempreverdi umide, foreste decidue e nel cerrado fino a 500 metri di altitudine.

## Conservazione
La IUCN Red List, considerato il vasto areale e la popolazione presumibilmente numerosa, classifica V.bidens come specie a rischio minimo (Least Concern)).